# Garypinus afghanicus
Espèce
Garypinus afghanicus est une espèce de pseudoscorpions de la famille des Garypinidae.

## Distribution
Cette espèce se rencontre en Afghanistan et en Iran.

## Liste des sous-espèces
Selon Pseudoscorpions of the World (version 3.0) :
- Garypinus afghanicus afghanicus Beier, 1959
- Garypinus afghanicus minor Beier, 1959

## Étymologie
Son nom d'espèce lui a été donné en référence au lieu de sa découverte, l'Afghanistan.

## Publication originale
- Beier, 1959 : Zur Kenntnis der Pseudoscorpioniden-Fauna Afghanistans. Zoologische Jahrbücher, Abteilung für Systematik, Ökologie und Geographie der Tiere, vol. 87, p. 257-282.